# Yuri Foreman
Pour les articles homonymes, voir Foreman.
Yuri Foreman est un boxeur israélien né le 5 août 1980 à Gomel, Biélorussie.

## Carrière
Champion d'Amérique du Nord NABF des super-welters en 2007 et 2008, il devient champion du monde WBA de la catégorie le 14 novembre 2009 en battant aux points Daniel Santos, puis cède sa ceinture dès le combat suivant au profit de Miguel Angel Cotto le 5 juin 2010 par arrêt de l'arbitre à la 9e reprise. Il est également battu par KO au 4e round par Erislandy Lara lors d'un nouveau championnat WBA des super-welters le 13 janvier 2017.